# (7125) Eitarodate
(7125) Eitarodate est un astéroïde de la ceinture principale.

## Description
(7125) Eitarodate est un astéroïde de la ceinture principale. Il fut découvert le 7 février 1991 à Geisei par Tsutomu Seki. Il présente une orbite caractérisée par un demi-grand axe de 2,41 UA, une excentricité de 0,12 et une inclinaison de 2,3° par rapport à l'écliptique.

## Compléments